# Список делегатов VIII съезда РКП(б)
VIII съезд РКП(б) прошёл с 18 по 23 марта 1919 года в Москве. Всего на нём присутствовало 442 делегата; из них 286 с решающим и 156 с совещательным голосом, и ещё 30 участников (гостей) съезда.
| №   | Ф. (псевдоним), И. O.     | парт. стаж с | от организации                                                             | право голоса или статус на съезде |
| --- | ------------------------- | ------------ | -------------------------------------------------------------------------- | --------------------------------- |
| 1   | Аванесов В. А.            | 1903         | фракция РКП(б) ВЦИК                                                        | с решающим голосом                |
| 2   | Аверин В. К.              | 1904         | КП(б) Украины                                                              | с решающим голосом                |
| 3   | Аграновский Л. С.         | 1917         | Новгородская                                                               | с решающим голосом                |
| 4   | Агурский С. Х.            | 1910         | ЦБ еврейских коммунистических организаций                                  | с совещательным голосом           |
| 5   | Айкуни Г. С.              | 1905         | КП(б) Армении                                                              | с решающим голосом                |
| 6   | Аким                      | 1901         | КП(б) Украины                                                              | с решающим голосом                |
| 7   | Алекса З. И.              | 1906         | КП(б) Литвы и Белоруссии                                                   | с решающим голосом                |
| 8   | Александров А. С.         | 1900         | Орловская                                                                  | с решающим голосом                |
| 9   | Александров П. К.         | 1915         | Владимирская                                                               | с решающим голосом                |
| 10  | Алексеев П. А.            | 1914         | Петербургский комитет                                                      | с совещательным голосом           |
| 11  | Алибегов И. Я.            | 1905         | КП(б) Литвы и Белоруссии                                                   | с решающим голосом                |
| 12  | Алифанов К. А.            | 1917         | Тамбовская                                                                 | с решающим голосом                |
| 13  | Аменицкий А. М.           | 1910         | Петербургский комитет                                                      | с совещательным голосом           |
| 14  | Ананьин П. И.             | 1917         | Тверская                                                                   | с совещательным голосом           |
| 15  | Андреев И. А.             | 1912         | Смоленская                                                                 | с решающим голосом                |
| 16  | Анишкин Н. А.             | 1912         | Орловская                                                                  | с решающим голосом                |
| 17  | Анохин П. Ф.              | 1908         | Олонецкая                                                                  | с решающим голосом                |
| 18  | Антипов Н. К.             | 1912         | Новгородская                                                               | с решающим голосом                |
| 19  | Антонов В. П.             | 1902         | Саратовская                                                                | с решающим голосом                |
| 20  | Артём (Сергеев Ф. А.)     | 1901         | ЦК РКП(б)                                                                  | с совещательным голосом           |
| 21  | Аршавский К. Г.           | 1914         | Петербургская городская                                                    | с решающим голосом                |
| 22  | Атабеков А. Н.            | 1904         | Политотдел Кавказского фронта                                              | с решающим голосом                |
| 23  | Ауссем В. Х.              | 1899         | КП(б) Украины                                                              | с решающим голосом                |
| 24  | Ахманов М. Н.             | 1915         | Ком. Союз молодёжи Литвы и Белоруссии                                      | с совещательным голосом           |
| 25  | Бабченко                  | 1914         | КП(б) Украины                                                              | с решающим голосом                |
| 26  | Баклаев Г. П.             | 1912         | Тверская                                                                   | с решающим голосом                |
| 27  | Барышев Е. И.             | 1907         | Пензенская                                                                 | с решающим голосом                |
| 28  | Баскаков                  | 1917         | редакция «Красной газеты»                                                  | с совещательным голосом           |
| 29  | Батраков И. И.            | 1917         | Рязанская                                                                  | с совещательным голосом           |
| 30  | Бахутов А. М.             | 1909         | Наркомтруд                                                                 | с совещательным голосом           |
| 31  | Бедняков К. Н.            | 1902         | Вологодская                                                                | с совещательным голосом           |
| 32  | Беккер И. М.              | 1914         | Пензенская                                                                 | с решающим голосом                |
| 33  | Беленький Г. Я.           | 1901         | Московская городская                                                       | с решающим голосом                |
| 34  | Белобородов А. Г.         | 1907         | Вятская                                                                    | с решающим голосом                |
| 35  | Берзтыс Я. К.             | 1912         | Олонецкая                                                                  | с решающим голосом                |
| 36  | Берлин Г. С.              | 1902         | Ковровская                                                                 | с совещательным голосом           |
| 37  | Бирн И. Г.                | 1909         | Самарская                                                                  | с решающим голосом                |
| 38  | Богданов И. М.            | 1912         | Московская городская                                                       | с совещательным голосом           |
| 39  | Большаков (?)             |              | Московская уездная                                                         | участник                          |
| 40  | Борисов Н. В.             | 1904         | Калужская                                                                  | с решающим голосом                |
| 41  | Борисова Р. Б.            | 1912         | Пугачёвская уездная                                                        | с решающим голосом                |
| 42  | Боровиков                 |              | Московская городская                                                       | с совещательным голосом           |
| 43  | Бороухин А. Н.            | 1917         | Петербургский губернский комитет                                           | с совещательным голосом           |
| 44  | Борщевский А. С.          | 1906         | Московская городская                                                       | с решающим голосом                |
| 45  | Бош Е. Б.                 | 1901         | Астраханская                                                               | с совещательным голосом           |
| 46  | Брегман Л. А.             | 1914         | 7-я армия                                                                  | с решающим голосом                |
| 47  | Бродский К.               |              | ЦИК КРП Польши                                                             | с решающим голосом                |
| 48  | Бубнов А. С.              | 1903         | КП(б) Украины                                                              | с решающим голосом                |
| 49  | Бугров И. В.              |              | Орехово-Зуевская районная                                                  | участник                          |
| 50  | Буров М. Н.               | 1907         | Орловская                                                                  | с решающим голосом                |
| 51  | Бухарин Н. И.             | 1906         | ЦК РКП(б)                                                                  | с совещательным голосом           |
| 52  | Бухарина-Лукина Н. М.     |              | редакция «Правды»                                                          | участник                          |
| 53  | Быстров Н. Ф.             |              | Старорусская уездная                                                       | участник                          |
| 54  | Быстрянский В. А.         | 1907         | Петербургская городская                                                    | с решающим голосом                |
| 55  | Варейкис И. М.            | 1913         | Симбирская                                                                 | с решающим голосом                |
| 56  | Васильев М. И.            | 1898         | Саратовская                                                                | с решающим голосом                |
| 57  | Веселов                   |              | 7-я армия                                                                  | с решающим голосом                |
| 58  | Ветошкин М. К.            | 1904         | Вологодская                                                                | с решающим голосом                |
| 59  | Викман П. М.              | 1906         | Тверская                                                                   | с решающим голосом                |
| 60  | Виксне П. Я.              | 1912         | КП Латвии                                                                  | с решающим голосом                |
| 61  | Виллер                    | 1909         | КП(б) Украины                                                              | с решающим голосом                |
| 62  | Винокуров А. Н.           | 1893         | КП(б) Украины                                                              | с решающим голосом                |
| 63  | Витолин П. Я.             | 1908         | Тамбовская                                                                 | с решающим голосом                |
| 64  | Владимирский М. Ф.        | 1895         | ЦК РКП(б)                                                                  | с совещательным голосом           |
| 65  | Волгина К. А.             |              | Московская городская                                                       | с совещательным голосом           |
| 66  | Волин Б. М.               | 1904         | Орловская                                                                  | с решающим голосом                |
| 67  | Вольфович М. А.           | 1904         | 3-я армия                                                                  | с решающим голосом                |
| 68  | Воробьёв В. А.            | 1914         | Вятская                                                                    | с совещательным голосом           |
| 69  | Воронков М. И.            | 1917         | Рязанская                                                                  | с решающим голосом                |
| 70  | Воронский А. К.           | 1904         | Иваново-Вознесенская                                                       | с решающим голосом                |
| 71  | Ворошилов К. Е.           | 1903         | КП(б) Украины                                                              | с решающим голосом                |
| 72  | Восков С. П.              | 1917         | 7-я армия                                                                  | с решающим голосом                |
| 73  | Гавен Ю. П.               |              | Крым                                                                       | участник                          |
| 74  | Гаврилов И. А.            | 1910         | Тамбовская                                                                 | с решающим голосом                |
| 75  | Гайлис К. А.              | 1906         | КП Латвии                                                                  | с решающим голосом                |
| 76  | Галанин П. А.             | 1905         | Пензенская                                                                 | с решающим голосом                |
| 77  | Ганецкий Я. С.            | 1896         | ЦИК КРП Польши                                                             | с решающим голосом                |
| 78  | Ганзинг Ю. Г.             | 1905         | ЦК эстонских секций РКП(б)                                                 | с решающим голосом                |
| 79  | Гедрис К.                 |              | КП(б) Литвы и Белоруссии                                                   | с решающим голосом                |
| 80  | Гей К. В.                 | 1916         | Псковская                                                                  | с решающим голосом                |
| 81  | Герман И. Э.              | 1904         | Тамбовская                                                                 | с решающим голосом                |
| 82  | Гессен С. М.              | 1916         | Петербургская городская                                                    | с решающим голосом                |
| 83  | Гильбо А.                 |              | III-й Интернационал                                                        | участник                          |
| 84  | Гинзбург В. Г.            | 1917         | Смоленская                                                                 | с решающим голосом                |
| 85  | Гирляндин А. С.           | 1917         | Демянская уездная                                                          | с совещательным голосом           |
| 86  | Глебов Н. П.              | 1904         | Наркомтруд                                                                 | с совещательным голосом           |
| 87  | Голос                     |              | Верейская уездная                                                          | участник                          |
| 88  | Голощёкин Ф. И.           | 1903         | Уфимская                                                                   | с решающим голосом                |
| 89  | Гольдберг С. Х.           | 1913         | Курская                                                                    | с решающим голосом                |
| 90  | Горкин А. Ф.              | 1916         | Тверская                                                                   | с решающим голосом                |
| 91  | Горохов П. Н.             |              | Выксунский и Кулебакский горные округа                                     | с совещательным голосом           |
| 92  | Горшков И. Н.             | 1917         | Орловская                                                                  | с решающим голосом                |
| 93  | Григорьев                 |              | Орловская                                                                  | участник                          |
| 94  | Григорьев Ф. С.           | 1917         | Новгородская                                                               | с решающим голосом                |
| 95  | Гримлунд О.               |              | III-й Интернационал                                                        | участник                          |
| 96  | Гришаев Р. П.             | 1908         | Пензенская                                                                 | с решающим голосом                |
| 97  | Грищенко А. П.            | 1906         | Лебединская уездная                                                        | с совещательным голосом           |
| 98  | Грубер                    |              | III-й Интернационал                                                        | участник                          |
| 99  | Гуркин                    |              | Зубцовская уездная                                                         | участник                          |
| 100 | Гурович Б. М.             | 1917         | 5-я армия                                                                  | с решающим голосом                |
| 101 | Данилов И. А.             | 1917         | Олонецкая                                                                  | с решающим голосом                |
| 102 | Дауге П. Г.               | 1904         | КП Латвии                                                                  | с решающим голосом                |
| 103 | Девингталь Ж. Ф.          | 1907         | 4-я армия                                                                  | с совещательным голосом           |
| 104 | Денисов А. Е.             | 1912         | Орловская                                                                  | с решающим голосом                |
| 105 | Дзержинский Ф. Э.         | 1895         | ЦК РКП(б)                                                                  | с совещательным голосом           |
| 106 | Диманштейн С. М.          | 1904         | КП(б) Литвы и Белоруссии                                                   | с решающим голосом                |
| 107 | Дмитриев Т. Д.            | 1915         | Петербургский губернский комитет                                           | с совещательным голосом           |
| 108 | Доброхотов Н. Ф.          | 1905         | Ярославская                                                                | с решающим голосом                |
| 109 | Долгов В. Я.              | 1917         | Калужская                                                                  | с совещательным голосом           |
| 110 | Долецкий Я. Г.            | 1904         | КП(б) Литвы и Белоруссии                                                   | с решающим голосом                |
| 111 | Долженко Д. М.            | 1917         | Лозово-Павловская районная                                                 | с решающим голосом                |
| 112 | Донов И. Н.               |              | Вологодская                                                                | участник                          |
| 113 | Друян Я. С.               | 1902         | 1-й район 4-й армии                                                        | с решающим голосом                |
| 114 | Евдокимов Г. Е.           | 1903         | Петербургская городская                                                    | с решающим голосом                |
| 115 | Евсеев Т. Я.              | 1917         | 3-я армия                                                                  | с решающим голосом                |
| 116 | Егоров                    |              |                                                                            | участник                          |
| 117 | Егорова Е. Н.             | 1911         | Петербургская городская                                                    | с решающим голосом                |
| 118 | Едемский И. Н.            |              | Тотемская                                                                  | участник                          |
| 119 | Елькин П. Н.              | 1918         | Усть-Сысольская уездная                                                    | с совещательным голосом           |
| 120 | Ендаков М. Е.             | 1905         | Казанская                                                                  | с решающим голосом                |
| 121 | Енукидзе А. С.            | 1898         | фракция РКП(б) ВЦИК                                                        | с совещательным голосом           |
| 122 | Ефремов                   |              | 10-я армия                                                                 | с решающим голосом                |
| 123 | Ештохин И. А.             | 1917         | Курская                                                                    | с решающим голосом                |
| 124 | Жуковский И. Г.           | 1909         | КП(б) Украины                                                              | с решающим голосом                |
| 125 | Завадский И. А.           | 1904         | Владимирская                                                               | с решающим голосом                |
| 126 | Загорский В. М.           | 1905         | Московская городская                                                       | с решающим голосом                |
| 127 | Залуцкий П. А.            | 1907         | Петербургская городская                                                    | с решающим голосом                |
| 128 | Заркевич А. В.            | 1917         | КП Латвии                                                                  | с решающим голосом                |
| 129 | Захарутин П. М.           | 1905         | Льговская уездная                                                          | с решающим голосом                |
| 130 | Зверев Н. Ф.              | 1917         | Подольская районная                                                        | с совещательным голосом           |
| 131 | Зимин Н. Н.               |              | Московская городская                                                       | с совещательным голосом           |
| 132 | Зиновьев Г. Е.            | 1901         | ЦК РКП(б)                                                                  | с совещательным голосом           |
| 133 | Знаменский                |              | фракция РКП(б) Московского Совета                                          | с совещательным голосом           |
| 134 | Иванов В. И.              | 1915         | Московская окружная                                                        | с совещательным голосом           |
| 135 | Иванов К. П.              | 1917         | Тамбовская                                                                 | с решающим голосом                |
| 136 | Иванов С. В.              | 1904         | КП(б) Литвы и Белоруссии                                                   | с решающим голосом                |
| 137 | Иванов Ф. Т.              | 1902         | Саратовская                                                                | с решающим голосом                |
| 138 | Игнатов Е. Н.             | 1912         | Московская городская                                                       | с совещательным голосом           |
| 139 | Ильин А. Д.               | 1905         | 3-я армия                                                                  | с решающим голосом                |
| 140 | Ионас Р. П.               | 1908         | Курская                                                                    | с решающим голосом                |
| 141 | Ионов А. М.               | 1910         | 7-я армия                                                                  | с совещательным голосом           |
| 142 | Исьемин И. З.             |              | Дриссенская уездная                                                        | участник                          |
| 143 | Каганович Л. М.           | 1911         | Нижегородская                                                              | с решающим голосом                |
| 144 | Каглубовский              |              | Московская городская                                                       | с совещательным голосом           |
| 145 | Казачков Д. И.            | 1917         | Тамбовская                                                                 | с решающим голосом                |
| 146 | Калашников В. С.          | 1906         | Иваново-Вознесенская                                                       | с решающим голосом                |
| 147 | Калинина                  | 1914         | Московская окружная                                                        | с совещательным голосом           |
| 148 | Кальманович В. О.         |              | КП(б) Литвы и Белоруссии                                                   | с решающим голосом                |
| 149 | Каменев Л. Б.             | 1901         | Московская городская                                                       | с решающим голосом                |
| 150 | Каменский А. З.           | 1917         | КП(б) Украины                                                              | с решающим голосом                |
| 151 | Каминский Г. Н.           | 1913         | Тульская                                                                   | с решающим голосом                |
| 152 | Канатчиков С. И.          | 1898         | Владимирская                                                               | с решающим голосом                |
| 153 | Кардашёв Н. Н.            | 1897         | Воронежская                                                                | с решающим голосом                |
| 154 | Карпинский В. А.          | 1898         | редакция газеты «Беднота»                                                  | с совещательным голосом           |
| 155 | Карпов Н. И.              | 1915         | командные курсы Петербургского округа                                      | с совещательным голосом           |
| 156 | Кахиани М. И.             | 1916         | Московская городская                                                       | с решающим голосом                |
| 157 | Квасников                 |              | Московская губернская                                                      | участник                          |
| 158 | Квиринг Э. И.             | 1912         | КП(б) Украины                                                              | с решающим голосом                |
| 159 | Кирсанова К. И.           | 1904         | Московская городская                                                       | с совещательным голосом           |
| 160 | Клаас Г. К.               | 1905         | Северо-Двинская                                                            | с решающим голосом                |
| 161 | Клингер Г. К.             | 1917         | Трудовая коммуна Немцев Поволжья                                           | с совещательным голосом           |
| 162 | Кнорин В. Г.              | 1910         | КП(б) Литвы и Белоруссии                                                   | с решающим голосом                |
| 163 | Коболев И. Я.             |              | Осинская уездная                                                           | с совещательным голосом           |
| 164 | Ковалёв Е. И.             | 1904         | Костромская                                                                | с решающим голосом                |
| 165 | Ковылкин С. Т.            | 1905         | Саратовская                                                                | с решающим голосом                |
| 166 | Кодраков А. И.            | 1917         | Вятская                                                                    | с решающим голосом                |
| 167 | Козлов И. П.              | 1905         | 3-я армия                                                                  | с решающим голосом                |
| 168 | Козлов К. А.              | 1915         | 1-я революционная армия                                                    | с решающим голосом                |
| 169 | Козловский М. Ю.          | 1898         | КП(б) Литвы и Белоруссии                                                   | с решающим голосом                |
| 170 | Кокко Н. И.               | 1905         | Петербургский комитет                                                      | с совещательным голосом           |
| 171 | Коллонтай А. М.           | 1915         | Центр. Комиссия работниц при ЦК РКП(б)                                     | с совещательным голосом           |
| 172 | Комиссаров И. Г.          | 1917         | Павловская уездная                                                         | с совещательным голосом           |
| 173 | Кондаков Д. М. (?)        | 1913         | Кронштадтская                                                              | с решающим голосом                |
| 174 | Конопацкий Н. Н.          | 1901         | Вичугская районная                                                         | с совещательным голосом           |
| 175 | Корнев В. С.              | 1905         | Рязанская                                                                  | с совещательным голосом           |
| 176 | Корнеев А. Ф.             |              | Вятская городская                                                          | с совещательным голосом           |
| 177 | Корольков А. И.           | 1917         | Орловская                                                                  | с решающим голосом                |
| 178 | Корольков М. Н.           | 1912         | Сольвычегодская уездная                                                    | с совещательным голосом           |
| 179 | Коростелёв А. А.          | 1905         | Оренбургская                                                               | с решающим голосом                |
| 180 | Коршунов М. М.            | 1905         | Юрьевецкая                                                                 | с совещательным голосом           |
| 181 | Косарёв В. М.             | 1898         | Московская городская                                                       | с решающим голосом                |
| 182 | Косиор В. В.              | 1907         | фракция РКП(б) ВЦСПС                                                       | с совещательным голосом           |
| 183 | Костеловская М. М.        | 1903         | Военпродбюро                                                               | с совещательным голосом           |
| 184 | Косухин Г. П.             | 1917         | Курская                                                                    | с решающим голосом                |
| 185 | Котов С.                  | 1918         | Кирсановская гарнизонная                                                   | с совещательным голосом           |
| 186 | Коцюбинский Ю. М.         | 1912         | КП(б) Украины                                                              | с решающим голосом                |
| 187 | Крамаров                  |              | СД интернационалистами                                                     | с совещательным голосом           |
| 188 | Красиков П. А.            | 1892         | Наркомюст                                                                  | с совещательным голосом           |
| 189 | Кривоносов К. М.          | 1913         | Мстиславская уездная                                                       | с совещательным голосом           |
| 190 | Кроваткин                 |              | Рязанская                                                                  | участник                          |
| 191 | Кроль С. Я.               |              | Городская районная (Москва)                                                | с совещательным голосом           |
| 192 | Крумин Я.                 |              | КП Латвии                                                                  | с решающим голосом                |
| 193 | Крыленко Н. В.            | 1904         | Московская городская                                                       | с совещательным голосом           |
| 194 | Крылов С. Н.              | 1909         | Витебская                                                                  | с решающим голосом                |
| 195 | Крюков Ф. О.              |              | Московская городская                                                       | с совещательным голосом           |
| 196 | Кубяк Н. А.               | 1898         | Петербургская губернская                                                   | с решающим голосом                |
| 197 | Кузнецов М. К.            | 1905         | Тамбовская                                                                 | с решающим голосом                |
| 198 | Кузьмин И. Н.             |              | Грязовецкая уездная                                                        | участник                          |
| 199 | Кузьмин П. П.             | 1903         | Самарская                                                                  | с решающим голосом                |
| 200 | Куйбышев В. В.            | 1904         | Самарская                                                                  | с решающим голосом                |
| 201 | Куль Ф. И.                | 1907         | Политотдел 4-й армии                                                       | с решающим голосом                |
| 202 | Кумеркер Б. В.            | 1915         | Курская                                                                    | с решающим голосом                |
| 203 | Кунов И. Д.               | 1904         | Вологодская                                                                | с совещательным голосом           |
| 204 | Кураев В. В.              | 1914         | Пензенская                                                                 | с решающим голосом                |
| 205 | Курский Д. И.             | 1904         | Нижегородская                                                              | с решающим голосом                |
| 206 | Курулов Г. Д.             | 1910         | Самарская                                                                  | с решающим голосом                |
| 207 | Лазарев Ф. С.             | 1904         | Московская окружная                                                        | с совещательным голосом           |
| 208 | Лазиан И. Г.              | 1907         | Астраханская                                                               | с решающим голосом                |
| 209 | Ландер                    | 1902         | Казанская                                                                  | с решающим голосом                |
| 210 | Ларин Ю.                  | 1917         | Костромская                                                                | с совещательным голосом           |
| 211 | Ларозе Я. М.              | 1912         | 8-я стрелковая дивизия                                                     | с совещательным голосом           |
| 212 | Ласис И. Я.               | 1912         | Центр. латышская секция РКП(б)                                             | с совещательным голосом           |
| 213 | Ластовский А. К.          | 1905         | КП(б) Украины                                                              | с решающим голосом                |
| 214 | Лацис М. И.               | 1905         | КП(б) Украины                                                              | с решающим голосом                |
| 215 | Левин Д. М.               |              | Тамбовская                                                                 | с решающим голосом                |
| 216 | Левин И. Д.               |              | Двинская еврейская ком. секция                                             | с совещательным голосом           |
| 217 | Левин Р. Я.               | 1915         | Царицынская                                                                | с решающим голосом                |
| 218 | Ленин В. И.               | 1893         | ЦК РКП(б)                                                                  | с совещательным голосом           |
| 219 | Лецман А. К.              | 1917         | Эстонская секция при Петербургском комитете                                | с совещательным голосом           |
| 220 | Лисицын Н. В.             | 1910         | Московская городская                                                       | с решающим голосом                |
| 221 | Литвинов М. М.            | 1898         | Тверская                                                                   | с решающим голосом                |
| 222 | Лишаев                    |              | Пензенская                                                                 | участник                          |
| 223 | Логинов М. О.             | 1902         | Московская губернская                                                      | с решающим голосом                |
| 224 | Лозняк                    |              |                                                                            | участник                          |
| 225 | Лозовский А.              | 1901         | СД интернационалистами                                                     | с совещательным голосом           |
| 226 | Ломов Г. И.               | 1903         | Иваново-Вознесенская                                                       | с решающим голосом                |
| 227 | Лукин М. М.               | 1917         | Богородская уездная                                                        | с совещательным голосом           |
| 228 | Луначарский А. В.         | 1917         | Петербургская губернская                                                   | с решающим голосом                |
| 229 | Лутовинов Ю. Х.           | 1904         | Могилёвская                                                                | с решающим голосом                |
| 230 | Лырёв Н. И.               | 1918         | Рязанская                                                                  | с решающим голосом                |
| 231 | Людвинская Т. Ф.          | 1903         | Московская городская                                                       | с совещательным голосом           |
| 232 | Магидов Б. О.             | 1917         | КП(б) Украины                                                              | с решающим голосом                |
| 233 | Макаров А. М.             | 1898         | Городская районная (Москва)                                                | с совещательным голосом           |
| 234 | Макаров В. Н.             | 1917         | Иваново-Вознесенская                                                       | с решающим голосом                |
| 235 | Максимов                  |              | Московская городская                                                       | с решающим голосом                |
| 236 | Максимов К. Г.            | 1914         | фракция РКП(б) ВЦИК                                                        | с совещательным голосом           |
| 237 | Марьин А. И.              | 1917         | Пензенская                                                                 | с решающим голосом                |
| 238 | Мгеладзе И. В.            | 1907         | редакция газеты «Коммунар»                                                 | с совещательным голосом           |
| 239 | Медведев К. В.            | 1917         | Калужская                                                                  | с решающим голосом                |
| 240 | Медведь Ф. Д.             | 1907         | Тульская                                                                   | с совещательным голосом           |
| 241 | Межин Ю. Ю.               | 1904         | КП Латвии                                                                  | с решающим голосом                |
| 242 | Мельников М. Е.           | 1917         | Ардатовская уездная                                                        | с решающим голосом                |
| 243 | Мельничанский Г. Н.       | 1902         | Московский совет профсоюзов                                                | с совещательным голосом           |
| 244 | Меницкий И.               |              | Витебская                                                                  | участник                          |
| 245 | Меняйлова Е.              | 1917         | Курская                                                                    | с решающим голосом                |
| 246 | Меркулов Н. Т.            |              | Московская городская                                                       | с решающим голосом                |
| 247 | Метелев А. Д.             | 1912         | Пензенская                                                                 | с решающим голосом                |
| 248 | Мещеряков Н. Л.           | 1901         | редакция газеты «Правда»                                                   | с совещательным голосом           |
| 249 | Милейковский С. М.        | 1904         | Веневская уездная                                                          | с совещательным голосом           |
| 250 | Милюков П. И.             | 1917         | Тульская                                                                   | с решающим голосом                |
| 251 | Милютин В. П.             | 1910         | ВСНХ                                                                       | с совещательным голосом           |
| 252 | Минин С. К.               | 1905         | Царицынская                                                                | с решающим голосом                |
| 253 | Минкин А. Е.              | 1903         | Пензенская                                                                 | с решающим голосом                |
| 254 | Минков И. И.              | 1911         | Московская губернская                                                      | с решающим голосом                |
| 255 | Мино М. Н.                | 1917         | Петербургский губернский комитет                                           | с совещательным голосом           |
| 256 | Миньков М. И.             | 1912         | 9-я армия                                                                  | с решающим голосом                |
| 257 | Миритеев И. Н.            | 1903         | Московский уездный комитет                                                 | с совещательным голосом           |
| 258 | Митрофанов А. Х.          | 1903         | Самарская                                                                  | с решающим голосом                |
| 259 | Михайловский Г. Д.        | 1906         | Лозово-Павловская районная                                                 | с решающим голосом                |
| 260 | Михеев                    |              | Тверская                                                                   | участник                          |
| 261 | Молотов В. М.             | 1906         | Петербургская городская                                                    | с решающим голосом                |
| 262 | Мордовцев Ф. М.           | 1917         | Нижегородская                                                              | с решающим голосом                |
| 263 | Москвин И. М.             | 1911         | Петербургская городская                                                    | с решающим голосом                |
| 264 | Мулин В. М.               | 1906         | 7-я армия                                                                  | с решающим голосом                |
| 265 | Муранов М. К.             | 1904         | Тульская                                                                   | с решающим голосом                |
| 266 | Мурахин С. А.             | 1904         | Клинская районная                                                          | с совещательным голосом           |
| 267 | Муругов И. В.             | 1917         | Рязанская                                                                  | с решающим голосом                |
| 268 | Мышкин Ю. С.              | 1912         | Московская городская                                                       | с совещательным голосом           |
| 269 | Мясников А. Ф.            | 1906         | КП(б) Литвы и Белоруссии                                                   | с решающим голосом                |
| 270 | Найдёнков                 |              | КП(б) Литвы и Белоруссии                                                   | с решающим голосом                |
| 271 | Наумов И. К.              | 1913         | 6-я армия                                                                  | с решающим голосом                |
| 272 | Невский В. И.             | 1898         | Северо-Двинская                                                            | с решающим голосом                |
| 273 | Невский И. А.             | 1911         | Тверская                                                                   | с решающим голосом                |
| 274 | Неклюдов С. А.            | 1916         | Орловская                                                                  | с решающим голосом                |
| 275 | Немцов Н. М.              | 1903         | Тульская                                                                   | с решающим голосом                |
| 276 | Николаева К. И.           | 1916         | Петербургская городская                                                    | с решающим голосом                |
| 277 | Никулихин Я. П.           | 1917         | Тамбовская                                                                 | с решающим голосом                |
| 278 | Новиков Н. И.             | 1917         | Курская                                                                    | с решающим голосом                |
| 279 | Новосёлов С. А.           | 1905         | Вятская                                                                    | с решающим голосом                |
| 280 | Ногин В. П.               | 1898         | Московская городская                                                       | с совещательным голосом           |
| 281 | Носов И. П.               | 1905         | Нижегородская                                                              | с решающим голосом                |
| 282 | Оборин В. П.              | 1904         | Петербургская губернская                                                   | с решающим голосом                |
| 283 | Окулов А. И.              | 1903         | Тульская                                                                   | с решающим голосом                |
| 284 | Ольхимович                | 1917         | Политотдел Уральского фронта                                               | с решающим голосом                |
| 285 | Опыхтин Н. М.             | 1900         | Владимирская                                                               | с решающим голосом                |
| 286 | Осинский Н.               | 1907         | Московская губернская                                                      | с решающим голосом                |
| 287 | Островская Н. И.          | 1901         | Владимирская                                                               | с решающим голосом                |
| 288 | Охитович М.               | 1917         | Александрово-Гайская отдельная сбр                                         | с совещательным голосом           |
| 289 | Павин Д. А.               | 1915         | Царицынская                                                                | с решающим голосом                |
| 290 | Павлов                    |              | Городская районная (Москва)                                                | с совещательным голосом           |
| 291 | Павлов Д. А.              | 1899         | Орловская                                                                  | с решающим голосом                |
| 292 | Панфилов                  | 1906         | КП(б) Украины                                                              | с решающим голосом                |
| 293 | Пахомов                   | 1912         | Курская                                                                    | с решающим голосом                |
| 294 | Пахомов П. Л.             | 1911         | Петербургская губернская                                                   | с решающим голосом                |
| 295 | Пашкевич И. В.            | 1909         | Петербургская орг. Всероссийского союза работников банково-кредитного дела | с совещательным голосом           |
| 296 | Пельше Р. А.              | 1898         | КП Латвии                                                                  | с решающим голосом                |
| 297 | Перно Я. Ф.               |              | КП(б) Литвы и Белоруссии                                                   | с решающим голосом                |
| 298 | Перчихин И. Г.            | 1905         | группа войск Курского направления                                          | с совещательным голосом           |
| 299 | Пестковский С. С.         | 1902         | КП(б) Литвы и Белоруссии                                                   | с решающим голосом                |
| 300 | Петров                    |              | Московская городская                                                       | с решающим голосом                |
| 301 | Петров Д. Т.              | 1898         | Тамбовская                                                                 | с решающим голосом                |
| 302 | Петров И. В.              | 1905         | Нижегородская                                                              | с совещательным голосом           |
| 303 | Петров П. В.              | 1915         | 1-й район 4-й армии                                                        | с решающим голосом                |
| 304 | Петровский П. Г.          | 1916         | Уральская городская                                                        | с совещательным голосом           |
| 305 | Петровский У. У.          | 1897         | Вологодская                                                                | с совещательным голосом           |
| 306 | Пикель Р. В.              |              | КП(б) Литвы и Белоруссии                                                   | с решающим голосом                |
| 307 | Пинсон Б. Д.              | 1907         | Витебская                                                                  | с решающим голосом                |
| 308 | Писарев А. И.             | 1905         | Западная армия                                                             | с решающим голосом                |
| 309 | Платтен Ф.                |              | III-й Интернационал                                                        | участник                          |
| 310 | Плотников Е. В.           | 1905         | Воронежская                                                                | с решающим голосом                |
| 311 | Подбельский В. Н.         | 1905         | Тамбовская                                                                 | с решающим голосом                |
| 312 | Позерн Б. П.              | 1902         | Петербургская губернская                                                   | с решающим голосом                |
| 313 | Познер В. М.              | 1917         | Наркомпрос                                                                 | с совещательным голосом           |
| 314 | Покровский М. Н.          |              | Тверская                                                                   | с решающим голосом                |
| 315 | Полидоров С. И.           | 1905         | Московский окружной комитет                                                | с совещательным голосом           |
| 316 | Полянин А.                | 1914         | Астраханская                                                               | с решающим голосом                |
| 317 | Попов В. И.               |              | Бронницкая районная                                                        | с совещательным голосом           |
| 318 | Попов И. В.               | 1916         | Вятская                                                                    | с решающим голосом                |
| 319 | Попов С. К.               | 1917         | Архангельская                                                              | с совещательным голосом           |
| 320 | Правдин И. Г. (?)         | 1899         | Наркомвнудел                                                               | с совещательным голосом           |
| 321 | Преображенский Е. А.      | 1903         | Пензенская                                                                 | с решающим голосом                |
| 322 | Прищепчик З. А.           | 1916         | Воронежская                                                                | с решающим голосом                |
| 323 | Пыжев А. М.               | 1911         | Западная армия                                                             | с совещательным голосом           |
| 324 | Пятаков Г. Л.             | 1910         | КП(б) Украины                                                              | с решающим голосом                |
| 325 | Пятницкий И. А.           | 1898         | Московская городская                                                       | с решающим голосом                |
| 326 | Равич С. Н.               | 1903         | редакции петербургских газет                                               | с совещательным голосом           |
| 327 | Растопчин Н. П.           | 1903         | Костромская                                                                | с решающим голосом                |
| 328 | Ратнер Б. А.              | 1916         | Петербургский комитет                                                      | с совещательным голосом           |
| 329 | Рахья И. А.               | 1902         | ЦК Финляндской КП                                                          | с решающим голосом                |
| 330 | Рейнгольд И. И.           |              | КП(б) Литвы и Белоруссии                                                   | с решающим голосом                |
| 331 | Рейнштейн Б. И.           |              | III-й Интернационал                                                        | участник                          |
| 332 | Ремизов М. П.             | 1914         | Смоленская                                                                 | с решающим голосом                |
| 333 | Репников П. М.            | 1912         | Петербургский комитет                                                      | с совещательным голосом           |
| 334 | Ривлин Л. С.              |              | Московская городская                                                       | с совещательным голосом           |
| 335 | Ровинский Я. И.           | 1908         | Рязанская                                                                  | с решающим голосом                |
| 336 | Рогов                     |              | фракция РКП(б) Московского Совета                                          | с совещательным голосом           |
| 337 | Родин                     |              | Сергиево-Посадская районная                                                | с совещательным голосом           |
| 338 | Розанова О. И.            | 1906         | Ярославская                                                                | с решающим голосом                |
| 339 | Розенгольц А. П.          | 1905         | 8-я армия                                                                  | с решающим голосом                |
| 340 | Розенталь                 |              | КП(б) Литвы и Белоруссии                                                   | с решающим голосом                |
| 341 | Руднянский А. Ю.          | 1917         | Федерация иностранных групп РКП(б)                                         | с совещательным голосом           |
| 342 | Русаков И.                | 1917         | Московская городская                                                       | с решающим голосом                |
| 343 | Русаков И. В.             | 1904         | Середская уездная                                                          | с совещательным голосом           |
| 344 | Рухимович М. Л.           | 1913         | КП(б) Украины                                                              | с решающим голосом                |
| 345 | Рыков А. И.               | 1899         | Калужская                                                                  | с решающим голосом                |
| 346 | Рябов П. М.               | 1907         | Тамбовская                                                                 | с решающим голосом                |
| 347 | Рязанов Д. Б.             | 1917         | фракция РКП(б) ВЦСПС                                                       | с совещательным голосом           |
| 348 | Савельев А. С.            | 1912         | Курская                                                                    | с решающим голосом                |
| 349 | Савостин Д. И.            | 1917         | Ковровский уездный комитет                                                 | с совещательным голосом           |
| 350 | Садуль Ж.                 |              | III-й Интернационал                                                        | участник                          |
| 351 | Сазонов П. А. (Созонов)   | 1915         | Воткинская                                                                 | с совещательным голосом           |
| 352 | Самойлова К. Н.           | 1903         | Петербургский комитет                                                      | с совещательным голосом           |
| 353 | Самойлова Р. С.           | 1896         | 8-я армия                                                                  | с решающим голосом                |
| 354 | Самохвалов                |              | 7-я армия                                                                  | с совещательным голосом           |
| 355 | Сапронов Т. В.            | 1912         | Московская губернская                                                      | с решающим голосом                |
| 356 | Сафаров Г. И.             | 1908         | 3-я армия                                                                  | с решающим голосом                |
| 357 | Свидерский А. И.          | 1899         | Наркомпрод                                                                 | с совещательным голосом           |
| 358 | Седов М. И.               | 1906         | Шуйская уездная                                                            | с совещательным голосом           |
| 359 | Сергеев А. Н.             | 1914         | Петербургская городская                                                    | с решающим голосом                |
| 360 | Сергеев К. М.             | 1917         | Тверская                                                                   | с совещательным голосом           |
| 361 | Сергеев М.                | 1917         | Псковская                                                                  | с совещательным голосом           |
| 362 | Сергиевский П. К.         | 1917         | Витебская                                                                  | с решающим голосом                |
| 363 | Сергушев М. С.            | 1904         | Нижегородская                                                              | с решающим голосом                |
| 364 | Серебряков Л. П.          | 1905         | Симбирская                                                                 | с решающим голосом                |
| 365 | Середа С. П.              | 1903         | Рязанская                                                                  | с решающим голосом                |
| 366 | Сержант К.                |              | Центр. латышская секция РКП(б)                                             | с совещательным голосом           |
| 367 | Серов И. А.               | 1917         | Тамбовская                                                                 | с решающим голосом                |
| 368 | Сидоров К.                | 1902         | Ярославская                                                                | с решающим голосом                |
| 369 | Сильберберг Л. Л.         | 1903         | Железнодорожная орг. при Петербургском комитете                            | с совещательным голосом           |
| 370 | Симонов Т. В.             | 1917         | Владимирская                                                               | с решающим голосом                |
| 371 | Сирола И. К.              | 1903         | ЦК Финляндской КП                                                          | с решающим голосом                |
| 372 | Склянский Э. М.           | 1913         | Наркомвоенмор                                                              | с совещательным голосом           |
| 373 | Скрыпник Н. А.            | 1897         | КП(б) Украины                                                              | с решающим голосом                |
| 374 | Скуеник А.                |              | Невельская                                                                 | участник                          |
| 375 | Славгородский Ф. Я.       | 1917         | Белгородская уездная                                                       | с решающим голосом                |
| 376 | Смидович П. Г.            | 1898         | Московская городская                                                       | с решающим голосом                |
| 377 | Смирнов А. П.             | 1896         | Самарская                                                                  | с решающим голосом                |
| 378 | Смирнов В. М.             | 1907         | 5-я армия                                                                  | с решающим голосом                |
| 379 | Смирнов Д. С.             | 1902         | Ленинская уездная                                                          | с решающим голосом                |
| 380 | Смирнов З. Е.             | 1917         | Тверская                                                                   | с решающим голосом                |
| 381 | Смольников А. А.          | 1905         | Вятская                                                                    | с решающим голосом                |
| 382 | Смольянинов В. А.         | 1908         | Смоленская                                                                 | с решающим голосом                |
| 383 | Соболев В. З.             | 1914         | Смоленская                                                                 | с решающим голосом                |
| 384 | Соколов М. Ф.             | 1911         | Калужская                                                                  | с решающим голосом                |
| 385 | Соколов П. Г.             | 1904         | Московская городская                                                       | с решающим голосом                |
| 386 | Сокольников Г. Я.         | 1905         | ЦК РКП(б)                                                                  | с совещательным голосом           |
| 387 | Соловей Д. М.             | 1903         | Наркомзём                                                                  | с совещательным голосом           |
| 388 | Сологуб М. И.             | 1917         | особая бригада 3-й армии                                                   | с совещательным голосом           |
| 389 | Сорин В. Г.               | 1917         | Московская губернская                                                      | с решающим голосом                |
| 390 | Сосновский Л. С.          | 1904         | КП(б) Украины                                                              | с решающим голосом                |
| 391 | Спунде В. П.              | 1909         | Центр. латышская секция РКП(б)                                             | с совещательным голосом           |
| 392 | Сталин И. В.              | 1898         | ЦК РКП(б)                                                                  | с совещательным голосом           |
| 393 | Сталь Л. Н.               | 1898         | Вятская                                                                    | с решающим голосом                |
| 394 | Старков В. Ф.             | 1917         | особая бригада 3-й армии                                                   | с решающим голосом                |
| 395 | Стасова Е. Д.             | 1898         | ЦК РКП(б)                                                                  | с совещательным голосом           |
| 396 | Стеклов Ю. М.             | 1898         | редакция «Известий»                                                        | с совещательным голосом           |
| 397 | Степанов (Скворцов) И. И. | 1896         | Орловская                                                                  | с решающим голосом                |
| 398 | Степанов М. Д.            | 1912         | Воронежская                                                                | с решающим голосом                |
| 399 | Струппе П. П.             | 1907         | Самарская                                                                  | с решающим голосом                |
| 400 | Субри                     |              | III-й Интернационал                                                        | участник                          |
| 401 | Судик Г. П.               | 1904         | Петербургская губернская                                                   | с решающим голосом                |
| 402 | Суница Л. Б.              | 1905         | 1-я революционная армия                                                    | с совещательным голосом           |
| 403 | Сухачёв А. Н.             | 1912         | Смоленская                                                                 | с решающим голосом                |
| 404 | Сыромятников А. С.        | 1903         | Рязанская                                                                  | с решающим голосом                |
| 405 | Таненберг Ф. Х.           | 1904         | Тамбовская                                                                 | с решающим голосом                |
| 406 | Тенихина А. С.            | 1917         | Задонская уездная                                                          | с совещательным голосом           |
| 407 | Терьян В. С.              | 1917         | КП(б) Армении                                                              | с решающим голосом                |
| 408 | Тимохин И. В.             | 1917         | Череповецкая                                                               | с решающим голосом                |
| 409 | Товстуха И. П.            | 1913         | Наркомнац                                                                  | с совещательным голосом           |
| 410 | Толмачёв Н. Г.            | 1913         | 3-я армия                                                                  | с решающим голосом                |
| 411 | Толь                      |              | III-й Интернационал                                                        | участник                          |
| 412 | Томский М. П.             | 1904         | фракция РКП(б) ВЦСПС                                                       | с решающим голосом                |
| 413 | Торкин И. П.              | 1917         | Чембарский уездный комитет                                                 | с совещательным голосом           |
| 414 | Торчинский Г. Б.          | 1917         | Еврейская группа при ЦК КП(б) Украины                                      | с совещательным голосом           |
| 415 | Троицкий                  |              | III-й Интернационал                                                        | участник                          |
| 416 | Тутов П. С.               | 1917         | Курская                                                                    | с решающим голосом                |
| 417 | Угланов Н. А.             | 1907         | Петербургская городская                                                    | с решающим голосом                |
| 418 | Ульянова Н. К.            | 1898         | Наркомпрос                                                                 | с совещательным голосом           |
| 419 | Ушарнов М. П.             | 1905         | Псковская                                                                  | с решающим голосом                |
| 420 | Федоренко Д. В.           | 1917         | Лозово-Павловская районная                                                 | с решающим голосом                |
| 421 | Фёдоров                   |              | Московская городская                                                       | с совещательным голосом           |
| 422 | Филатов И. К.             | 1905         | Старогрозненские нефтяные промыслы                                         | с совещательным голосом           |
| 423 | Фокин И. И.               | 1906         | Орловская                                                                  | с решающим голосом                |
| 424 | Фомин В. К.               | 1917         | Ижевская                                                                   | с совещательным голосом           |
| 425 | Фонберштейн И. А.         | 1917         | Петербургский губернский комитет                                           | с совещательным голосом           |
| 426 | Фофанова М. В.            | 1902         | Наркомзём                                                                  | с совещательным голосом           |
| 427 | Френкель А. А.            | 1912         | Донское бюро                                                               | с решающим голосом                |
| 428 | Фридрихсон Л. Х.          | 1908         | Пензенская                                                                 | с решающим голосом                |
| 429 | Ханов А. М.               | 1917         | Могилёвская                                                                | с решающим голосом                |
| 430 | Хатаевич М. М.            | 1913         | Гомельская                                                                 | с решающим голосом                |
| 431 | Хилков С. А.              | 1917         | Донецко-Криворожский областной комитет                                     | с совещательным голосом           |
| 432 | Царский М. Е.             | 1905         | Дмитровский районный комитет                                               | с совещательным голосом           |
| 433 | Цивцивадзе И. В.          | 1903         | Московская городская                                                       | с решающим голосом                |
| 434 | Цируль Я. Я.              | 1912         | Смоленская                                                                 | с решающим голосом                |
| 435 | Цихон А. М.               | 1906         | Московская городская                                                       | с решающим голосом                |
| 436 | Цюрупа А. Д.              | 1898         | Наркомпрод                                                                 | с совещательным голосом           |
| 437 | Чарный И. И.              | 1917         | Тверская                                                                   | с решающим голосом                |
| 438 | Чегодаев П. А.            | 1904         | Наркомюст                                                                  | с совещательным голосом           |
| 439 | Черняк А.                 | 1911         | Елецкая                                                                    | с совещательным голосом           |
| 440 | Чечушков М. И.            | 1917         | 3-я армия                                                                  | с решающим голосом                |
| 441 | Чихачёв А. Д.             | 1917         | Наро-Фоминская                                                             | с совещательным голосом           |
| 442 | Чодерайн И.               |              | Центр. латышская секция РКП(б)                                             | с совещательным голосом           |
| 443 | Чуцкаев С. Е.             | 1896         | Пензенская                                                                 | с решающим голосом                |
| 444 | Шаблыгин В. А.            | 1914         | Нижегородская                                                              | с решающим голосом                |
| 445 | Шакиров                   | 1918         | Ташкентский городской комитет                                              | с совещательным голосом           |
| 446 | Шалашов И. И.             | 1908         | Вятская                                                                    | с решающим голосом                |
| 447 | Шацкин Л. А.              | 1917         | ЦК ком. союза молодёжи                                                     | с совещательным голосом           |
| 448 | Шелехес И. С.             | 1910         | Курская                                                                    | с решающим голосом                |
| 449 | Шидло                     | 1918         | Верненская городская                                                       | с совещательным голосом           |
| 450 | Шишков А. В.              | 1913         | Курская                                                                    | с решающим голосом                |
| 451 | Шкирятов М. Ф.            | 1906         | Городская районная (Москва)                                                | с совещательным голосом           |
| 452 | Шляпников А. Г.           | 1901         | Союз рабочих-металлистов                                                   | с совещательным голосом           |
| 453 | Шотман А. В.              | 1899         | Витебская                                                                  | с решающим голосом                |
| 454 | Шоханов Г. К.             | 1912         | Орловская                                                                  | с решающим голосом                |
| 455 | Штернберг П. К.           | 1905         | 2-я армия                                                                  | с решающим голосом                |
| 456 | Шувалов И. В.             | 1917         | Лижемская районная                                                         | с совещательным голосом           |
| 457 | Шульга В. А.              | 1917         | Обуховская районная                                                        | с совещательным голосом           |
| 458 | Шумилов И. М.             | 1905         | Северо-Двинская                                                            | с решающим голосом                |
| 459 | Шутко К. И.               | 1903         | Новороссийская                                                             | с совещательным голосом           |
| 460 | Эберлейн Г.               |              | III-й Интернационал                                                        | участник                          |
| 461 | Эльцин Б. М.              | 1897         | Наркомвнудел                                                               | с совещательным голосом           |
| 462 | Энтин С. Л.               | 1910         | Кронштадтская                                                              | с совещательным голосом           |
| 463 | Эпштейн Я. А.             | 1913         | КП(б) Украины                                                              | с решающим голосом                |
| 464 | Юдин А. А.                | 1917         | 3-я армия                                                                  | с решающим голосом                |
| 465 | Юносов К. А.              | 1905         | Петербургская губернская                                                   | с решающим голосом                |
| 466 | Юревич                    |              | Московская городская                                                       | с совещательным голосом           |
| 467 | Юренёв К. К.              | 1917         | Московская городская                                                       | с совещательным голосом           |
| 468 | Юшкин П. С.               | 1917         | 5-я армия                                                                  | с решающим голосом                |
| 469 | Яковлев А.                |              | Северо-Кавказский краевой комитет                                          | с совещательным голосом           |
| 470 | Ялымов Г.                 | 1905         | ЦБ мусульманских ком. организаций                                          | с совещательным голосом           |
| 471 | Яркин В. И.               | 1907         | КП(б) Литвы и Белоруссии                                                   | с решающим голосом                |
| 472 | Ярославский Е. М.         | 1898         | Московская городская                                                       | с решающим голосом                |

## Комментарии
1. ↑  В Списке делегатов на сайте допущена опечатка под номером 324 идёт Пяницкий И. А.[5], здесь исправлена, очевидно, что это Иосиф (Осип) Аронович Пятницкий.